# 車輪配置 0-3-0
ホワイト式車輪配置における車輪配置0-3-0（しゃりんはいち0-3-0）は、モノレール式蒸気機関車向けの車輪配置の形式である。ロシア式の表記法における車輪配置0-3-0は、ホワイト式の0-6-0と同一のものとなる。

## 歴史

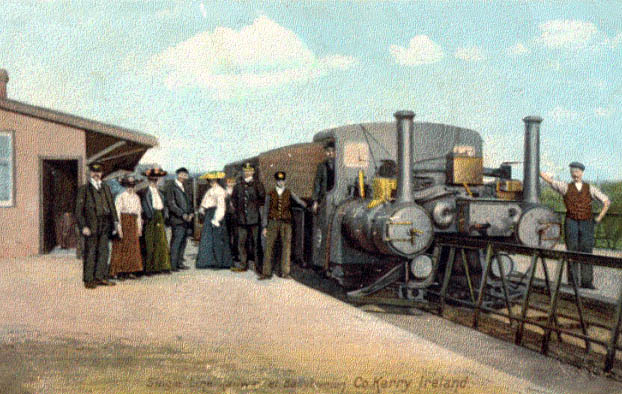
リストーウェル・アンド・バリーバニオン鉄道（1900年）

この最も珍しい車輪配置は、モノレール専門として唯一使用された。

### リストーウェル・アンド・バリーバニオン鉄道
グレートブリテン及びアイルランド連合王国（現・アイルランド共和国）のリストーウェル・アンド・バリーバニオン鉄道 (Listowel and Ballybunion Railway) で使用されていたラルティーグ・モノレール機関車は車輪配置0-3-0であったが、これらもまた非荷重軸受案内輪を必要としていた。
これらの機関車は、1888年にイングランド・リーズのハンスレット・エンジン社によって製造された。

### パティヤーラー・ステート・モノレール・トレインウェイズ

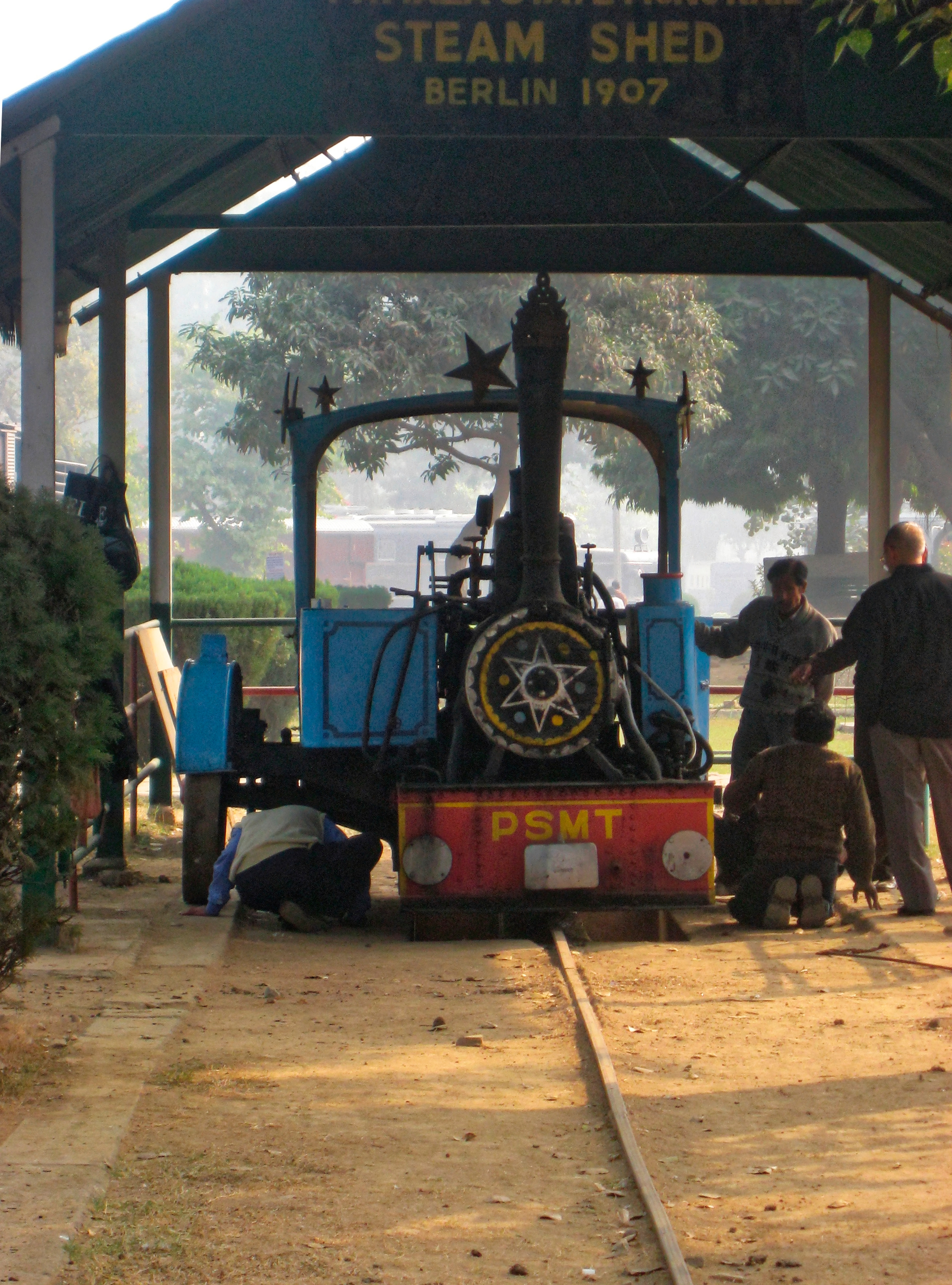
インド国立鉄道博物館のパティヤーラー・モノレール機関車

イギリス領インド帝国パティヤーラー州（現・インドパンジャーブ州パティヤーラー県パティヤーラー）にあったモノレール路線である、パティヤーラー・ステート・モノレール・トレインウェイズ (Patiala State Monorail Trainways) 向けとして、1907年に車輪配置0-3-0の機関車4両が製造された。
これらは、二重フランジの駆動輪を有しており、機関車には地面を走行するアウトリガー車輪を備えていた。
車両製造者は、ドイツ・ベルリンのオーレンシュタイン・ウント・コッペルであり、機関車1両はインド・ニューデリーのインド国立鉄道博物館で動態保存されている。